# Marionina triplex
Marionina triplex är en ringmaskart som beskrevs av Matamoros, Yildiz och Erséus 2007. Marionina triplex ingår i släktet Marionina och familjen småringmaskar. Inga underarter finns listade i Catalogue of Life.